# Monceaux-sur-Dordogne
Monceaux-sur-Dordogne è un comune francese di 706 abitanti situato nel dipartimento della Corrèze nella regione della Nuova Aquitania.

## Società

### Evoluzione demografica
Abitanti censiti